# Holmen i Simmesjön
Holmen i Simmesjön är ett naturreservat i Svenljunga socken i Svenljunga i Västergötland.
Reservatet omfattar 1 hektar och består av en ö i Simmesjön. Ön är skogtäckt men längs stranden växer klibbal och björk. Området är skyddat sedan 1933 och fridlysts på grund av sitt rika fågelliv. Mitt på öns sydsida finns en gravplats med stoftet efter en kvinna som återvänt till Sverige efter att ha emigrerat till USA.